# Bertrand Traoré
Bertrand Isidore Traoré (Bobo-Dioulasso, 6 settembre 1995) è un calciatore burkinabé, attaccante o ala dell'Ajax e della nazionale burkinabé, di cui è capitano.

## Biografia
È il fratello minore di Alain Traoré, anch'egli calciatore professionista, oltre che cugino di Lassina Franck Traoré, attaccante dello Šachtar.

## Carriera

### Club
Traoré inizia la sua carriera giovanile all'ASF Bobo. Nel 2010 passa al club francese dell'Auxerre, dove ci rimane per un anno. Viene acquistato dal Chelsea nel 2010; tuttavia il trasferimento viene smentito nel 2012. Allora diciannovenne trova l'accordo per trasferirsi ai blues il 31 ottobre 2013, per poi firmare coi londinesi nel mese di gennaio 2014, ma non avendo una licenza è stato da allora in prestito al Vitesse, squadra olandese satellite del Chelsea, in cui ritrova molti suoi compagni. Conclude la seconda parte di stagione con tre reti in quindici partite totali. Il prestito viene rinnovato anche per l'anno seguente dove si rende protagonista con 17 reti. Il 12 agosto 2016 si trasferisce dal Chelsea all'Ajax in prestito per una stagione.
Terminato il prestito fa ritorno al Chelsea che poi lo cede al Lione a titolo definitivo il 26 giugno 2017.
Il 19 settembre 2020 firma per l'Aston Villa.
Il 15 luglio 2024 viene ufficialmente ingaggiato (a parametro zero) dall'Ajax, in Eredivisie, con cui firma un contratto biennale valido fino al 30 giugno 2026.

### Nazionale

#### Giovanili
Viene convocato dalla Nazionale U17 il 25 ottobre 2009 per il match perso 1-0 contro la Turchia U17 allo Nnamdi Azikiwe Stadium (Turchia). Inoltre partecipa alla Coppa d'Africa U17 2011, dove mette a segno una doppietta nel match vinto 4-0 contro l'Egitto U17.Autentico trascinatore del Burkina Faso Under 17 verso il titolo continentale vincendo 2-1 contro la Ruanda U17.

#### Nazionale maggiore
Viene convocato da Paulo Duarte, allenatore della nazionale maggiore, per il match perso 2-1 contro l'Angola nella Coppa d'Africa 2012, ma non scese in campo. L'esordio, invece, avviene sempre nella Coppa d'Africa 2012, contro il Niger (vinto 1-0), entrando al 72º minuto. Considerato uno dei maggiori talenti della nazionale burkinabé, il suo primo gol avviene il 14 agosto 2013 nel match amichevole vinto 2-1 contro la Nigeria, segnando il momentaneo 1-0.
Viene poi convocato per la Coppa d'Africa 2017, e nel corso della manifestazione continentale scende in campo in cinque partite, andando a segno in occasione del successo per 2-0 contro la Guinea-Bissau nella fase a gironi. A fine anno viene inserito nella migliore formazione del torneo.

## Statistiche

### Presenze e reti nei club
Statistiche aggiornate al 15 febbraio 2025.
| Stagione           | Squadra             | Campionato         | Campionato | Campionato | Coppe nazionali | Coppe nazionali | Coppe nazionali | Coppe continentali | Coppe continentali | Coppe continentali | Altre coppe | Altre coppe | Altre coppe | Totale | Totale |
| Stagione           | Squadra             | Comp               | Pres       | Reti       | Comp            | Pres            | Reti            | Comp               | Pres               | Reti               | Comp        | Pres        | Reti        | Pres   | Reti   |
| ------------------ | ------------------- | ------------------ | ---------- | ---------- | --------------- | --------------- | --------------- | ------------------ | ------------------ | ------------------ | ----------- | ----------- | ----------- | ------ | ------ |
| gen.-giu. 2014     | Vitesse             | ED                 | 15         | 3          | CO              | 0               | 0               | UEL                | -                  | -                  | -           | -           | -           | 15     | 3      |
| 2014-2015          | Vitesse             | ED                 | 33         | 14         | CO              | 3               | 3               | UEL                | -                  | -                  | -           | -           | -           | 36     | 17     |
| Totale Vitesse     | Totale Vitesse      | Totale Vitesse     | 48         | 17         |                 | 3               | 3               |                    | -                  | -                  | -           | -           | -           | 51     | 20     |
| 2015-2016          | Chelsea             | PL                 | 10         | 2          | FACup+CdL       | 3+1             | 2+0             | UCL                | 2                  | 0                  | CS          | 0           | 0           | 16     | 4      |
| 2016-2017          | Ajax                | ED                 | 24         | 9          | CO              | 0               | 0               | UCL+UEL            | 2+13               | 0+4                | -           | -           | -           | 39     | 13     |
| 2017-2018          | Lione               | L1                 | 31         | 13         | CF+CdL          | 3+0             | 1+0             | UEL                | 9                  | 4                  | -           | -           | -           | 43     | 18     |
| 2018-2019          | Lione               | L1                 | 34         | 7          | CF+CdL          | 4+2             | 1+2             | UCL                | 8                  | 1                  | -           | -           | -           | 48     | 11     |
| 2019-2020          | Lione               | L1                 | 23         | 1          | CF+CdL          | 3+4             | 0+2             | UCL                | 5                  | 1                  | -           | -           | -           | 35     | 7      |
| Totale Lione       | Totale Lione        | Totale Lione       | 88         | 21         |                 | 16              | 6               |                    | 22                 | 6                  |             | -           | -           | 115    | 33     |
| 2020-2021          | Aston Villa         | PL                 | 36         | 7          | FACup+CdL       | 0+2             | 0+1             | -                  | -                  | -                  | -           | -           | -           | 38     | 8      |
| 2021-2022          | Aston Villa         | PL                 | 9          | 0          | FACup+CdL       | 0+1             | 0+0             | -                  | -                  | -                  | -           | -           | -           | 10     | 0      |
| 2022-gen. 2023     | İstanbul Başakşehir | SL                 | 12         | 2          | TK              | 0               | 0               | UECL               | 6                  | 1                  | -           | -           | -           | 18     | 3      |
| gen.-giu. 2023     | Aston Villa         | PL                 | 8          | 2          | FACup+CdL       | 0+0             | 0+0             | -                  | -                  | -                  | -           | -           | -           | 8      | 2      |
| 2023-feb. 2024     | Aston Villa         | PL                 | 2          | 0          | FACup+CdL       | 0+0             | 0               | UECL               | 4                  | 0                  | -           | -           | -           | 6      | 0      |
| Totale Aston Villa | Totale Aston Villa  | Totale Aston Villa | 55         | 9          |                 | 3               | 1               |                    | 4                  | 0                  |             | -           | -           | 62     | 10     |
| feb.- giu.2024     | Villarreal          | PD                 | 11         | 1          | CR              | 0               | 0               | UEL                | 0                  | 0                  | -           | -           | -           | 11     | 1      |
| 2024-2025          | Ajax                | E                  | 21         | 5          | CO              | 2               | 0               | UEL                | 13                 | 4                  | -           | -           | -           | 36     | 9      |
| Totale Ajax        | Totale Ajax         | Totale Ajax        | 45         | 14         |                 | 2               | 0               |                    | 28                 | 8                  |             | -           | -           | 75     | 22     |
| Totale carriera    | Totale carriera     | Totale carriera    | 258        | 66         |                 | 34              | 13              |                    | 56                 | 15                 |             | -           | -           | 356    | 95     |

### Cronologia di presenze e reti in nazionale
| Cronologia completa delle presenze e delle reti in nazionale ― Burkina Faso | Cronologia completa delle presenze e delle reti in nazionale ― Burkina Faso | Cronologia completa delle presenze e delle reti in nazionale ― Burkina Faso | Cronologia completa delle presenze e delle reti in nazionale ― Burkina Faso | Cronologia completa delle presenze e delle reti in nazionale ― Burkina Faso | Cronologia completa delle presenze e delle reti in nazionale ― Burkina Faso | Cronologia completa delle presenze e delle reti in nazionale ― Burkina Faso | Cronologia completa delle presenze e delle reti in nazionale ― Burkina Faso |
| Data                                                                        | Città                                                                       | In casa                                                                     | Risultato                                                                   | Ospiti                                                                      | Competizione                                                                | Reti                                                                        | Note                                                                        |
| --------------------------------------------------------------------------- | --------------------------------------------------------------------------- | --------------------------------------------------------------------------- | --------------------------------------------------------------------------- | --------------------------------------------------------------------------- | --------------------------------------------------------------------------- | --------------------------------------------------------------------------- | --------------------------------------------------------------------------- |
| 9-2-2011                                                                    | Óbidos                                                                      | Burkina Faso                                                                | 0 – 1                                                                       | Capo Verde                                                                  | Amichevole                                                                  | -                                                                           |                                                                             |
| 3-9-2011                                                                    | Ouagadougou                                                                 | Burkina Faso                                                                | 1 – 0                                                                       | Guinea Equatoriale                                                          | Amichevole                                                                  | -                                                                           | 65’                                                                         |
| 8-10-2011                                                                   | Bakau                                                                       | Gambia                                                                      | 1 – 1                                                                       | Burkina Faso                                                                | Qual. Coppa d'Africa 2012                                                   | -                                                                           | 68’                                                                         |
| 9-1-2012                                                                    | Bitam                                                                       | Gabon                                                                       | 1 – 1                                                                       | Burkina Faso                                                                | Amichevole                                                                  | -                                                                           | 60’                                                                         |
| 30-1-2012                                                                   | Bata                                                                        | Sudan                                                                       | 2 – 1                                                                       | Burkina Faso                                                                | Coppa d'Africa 2012 - 1º turno                                              | -                                                                           | 68’                                                                         |
| 29-2-2012                                                                   | Marrakech                                                                   | Marocco                                                                     | 2 – 0                                                                       | Burkina Faso                                                                | Amichevole                                                                  | -                                                                           | 78’                                                                         |
| 2-6-2013                                                                    | Ouagadougou                                                                 | Algeria                                                                     | 2 – 0                                                                       | Burkina Faso                                                                | Amichevole                                                                  | -                                                                           | 46’                                                                         |
| 9-6-2013                                                                    | Niamey                                                                      | Niger                                                                       | 0 – 1                                                                       | Burkina Faso                                                                | Qual. Mondiali 2014                                                         | -                                                                           | 73’                                                                         |
| 14-8-2013                                                                   | Rabat                                                                       | Marocco                                                                     | 1 – 2                                                                       | Burkina Faso                                                                | Amichevole                                                                  | 1                                                                           |                                                                             |
| 12-10-2013                                                                  | Ouagadougou                                                                 | Burkina Faso                                                                | 3 – 2                                                                       | Algeria                                                                     | Qual. Mondiali 2014                                                         | -                                                                           | 78’                                                                         |
| 19-11-2013                                                                  | Blida                                                                       | Algeria                                                                     | 1 – 0                                                                       | Burkina Faso                                                                | Qual. Mondiali 2014                                                         | -                                                                           | 64’                                                                         |
| 5-3-2014                                                                    | Martigues                                                                   | Burkina Faso                                                                | 1 – 1                                                                       | Comore                                                                      | Amichevole                                                                  | -                                                                           |                                                                             |
| 21-5-2014                                                                   | Ouagadougou                                                                 | Burkina Faso                                                                | 1 – 1                                                                       | Senegal                                                                     | Amichevole                                                                  | -                                                                           |                                                                             |
| 6-9-2014                                                                    | Ouagadougou                                                                 | Burkina Faso                                                                | 2 – 0                                                                       | Lesotho                                                                     | Qual. Coppa d'Africa 2015                                                   | -                                                                           | 41’                                                                         |
| 11-10-2014                                                                  | Angondjé                                                                    | Gabon                                                                       | 2 – 0                                                                       | Burkina Faso                                                                | Qual. Coppa d'Africa 2015                                                   | -                                                                           | 75’                                                                         |
| 15-10-2014                                                                  | Ouagadougou                                                                 | Burkina Faso                                                                | 1 – 1                                                                       | Gabon                                                                       | Qual. Coppa d'Africa 2015                                                   | -                                                                           | 78’                                                                         |
| 19-11-2014                                                                  | Ouagadougou                                                                 | Burkina Faso                                                                | 1 – 1                                                                       | Angola                                                                      | Qual. Coppa d'Africa 2015                                                   | -                                                                           |                                                                             |
| 10-1-2015                                                                   | Nelspruit                                                                   | Burkina Faso                                                                | 5 – 1                                                                       | eSwatini                                                                    | Amichevole                                                                  | 1                                                                           | 78’                                                                         |
| 13-1-2015                                                                   | Nelspruit                                                                   | Burkina Faso                                                                | 2 – 0                                                                       | Botswana                                                                    | Amichevole                                                                  | -                                                                           | 80’ 20’                                                                     |
| 17-1-2015                                                                   | Bata                                                                        | Burkina Faso                                                                | 0 – 2                                                                       | Gabon                                                                       | Coppa d'Africa 2015 - 1º turno                                              | -                                                                           |                                                                             |
| 21-1-2015                                                                   | Bata                                                                        | Guinea Equatoriale                                                          | 0 – 0                                                                       | Burkina Faso                                                                | Coppa d'Africa 2015 - 1º turno                                              | -                                                                           |                                                                             |
| 25-1-2015                                                                   | Ebebiyín                                                                    | Rep. del Congo                                                              | 2 – 1                                                                       | Burkina Faso                                                                | Coppa d'Africa 2015 - 1º turno                                              | -                                                                           | 58’                                                                         |
| 6-6-2015                                                                    | Colombes                                                                    | Burkina Faso                                                                | 2 – 3                                                                       | Camerun                                                                     | Amichevole                                                                  | -                                                                           |                                                                             |
| 13-6-2015                                                                   | Ouagadougou                                                                 | Burkina Faso                                                                | 2 – 0                                                                       | Comore                                                                      | Qual. Coppa d'Africa 2017                                                   | -                                                                           |                                                                             |
| 9-10-2015                                                                   | Troyes                                                                      | Burkina Faso                                                                | 1 – 4                                                                       | Mali                                                                        | Amichevole                                                                  | -                                                                           | 46’                                                                         |
| 12-11-2015                                                                  | Cotonou                                                                     | Benin                                                                       | 2 – 1                                                                       | Burkina Faso                                                                | Qual. Mondiali 2018                                                         | -                                                                           |                                                                             |
| 17-11-2015                                                                  | Ouagadougou                                                                 | Burkina Faso                                                                | 2 – 0                                                                       | Benin                                                                       | Qual. Mondiali 2018                                                         | 1                                                                           | 88’                                                                         |
| 26-3-2016                                                                   | Ouagadougou                                                                 | Burkina Faso                                                                | 1 – 0                                                                       | Uganda                                                                      | Qual. Coppa d'Africa 2017                                                   | -                                                                           |                                                                             |
| 29-3-2016                                                                   | Kampala                                                                     | Uganda                                                                      | 0 – 0                                                                       | Burkina Faso                                                                | Qual. Coppa d'Africa 2017                                                   | -                                                                           | 85’ 89’                                                                     |
| 4-9-2016                                                                    | Ouagadougou                                                                 | Burkina Faso                                                                | 2 – 1                                                                       | Botswana                                                                    | Qual. Coppa d'Africa 2017                                                   | -                                                                           |                                                                             |
| 8-10-2016                                                                   | Ouagadougou                                                                 | Burkina Faso                                                                | 1 – 1                                                                       | Sudafrica                                                                   | Qual. Mondiali 2018                                                         | -                                                                           | 75’                                                                         |
| 7-1-2017                                                                    | Marrakech                                                                   | Burkina Faso                                                                | 2 – 1                                                                       | Mali                                                                        | Amichevole                                                                  | 1                                                                           | 46’                                                                         |
| 14-1-2017                                                                   | Libreville                                                                  | Burkina Faso                                                                | 1 – 1                                                                       | Camerun                                                                     | Coppa d'Africa 2017 - 1º turno                                              | -                                                                           | 61’                                                                         |
| 18-1-2017                                                                   | Libreville                                                                  | Gabon                                                                       | 1 – 1                                                                       | Burkina Faso                                                                | Coppa d'Africa 2017 - 1º turno                                              | -                                                                           | 54’                                                                         |
| 22-1-2017                                                                   | Libreville                                                                  | Guinea-Bissau                                                               | 0 – 2                                                                       | Burkina Faso                                                                | Coppa d'Africa 2017 - 1º turno                                              | 1                                                                           | 78’                                                                         |
| 28-1-2017                                                                   | Libreville                                                                  | Burkina Faso                                                                | 2 – 0                                                                       | Tunisia                                                                     | Coppa d'Africa 2017 - Quarti di finale                                      | -                                                                           | 90+1’                                                                       |
| 1-2-2017                                                                    | Libreville                                                                  | Burkina Faso                                                                | 1 – 1 dts (3 – 4 dtr)                                                       | Egitto                                                                      | Coppa d'Africa 2017 - Semifinale                                            | -                                                                           | 86’                                                                         |
| 4-2-2017                                                                    | Port-Gentil                                                                 | Burkina Faso                                                                | 1 – 0                                                                       | Ghana                                                                       | Coppa d'Africa 2017 - Finale 3º posto                                       | -                                                                           |                                                                             |
| 24-3-2017                                                                   | Marrakech                                                                   | Marocco                                                                     | 2 – 0                                                                       | Burkina Faso                                                                | Amichevole                                                                  | -                                                                           |                                                                             |
| 10-6-2017                                                                   | Ouagadougou                                                                 | Burkina Faso                                                                | 3 – 1                                                                       | Angola                                                                      | Qual. Coppa d'Africa 2019                                                   | 1                                                                           |                                                                             |
| 2-9-2017                                                                    | Dakar                                                                       | Senegal                                                                     | 0 – 0                                                                       | Burkina Faso                                                                | Qual. Mondiali 2018                                                         | -                                                                           |                                                                             |
| 5-9-2017                                                                    | Ouagadougou                                                                 | Burkina Faso                                                                | 2 – 2                                                                       | Senegal                                                                     | Qual. Mondiali 2018                                                         | 1                                                                           |                                                                             |
| 7-10-2017                                                                   | Bloemfontein                                                                | Sudafrica                                                                   | 3 – 1                                                                       | Burkina Faso                                                                | Qual. Mondiali 2018                                                         | -                                                                           |                                                                             |
| 14-11-2017                                                                  | Ouagadougou                                                                 | Burkina Faso                                                                | 4 – 0                                                                       | Capo Verde                                                                  | Qual. Mondiali 2018                                                         | -                                                                           | 88’                                                                         |
| 22-3-2018                                                                   | Limeil-Brévannes                                                            | Burkina Faso                                                                | 2 – 0                                                                       | Guinea-Bissau                                                               | Amichevole                                                                  | -                                                                           | 75’                                                                         |
| 27-3-2018                                                                   | Pristina                                                                    | Kosovo                                                                      | 2 – 0                                                                       | Burkina Faso                                                                | Amichevole                                                                  | -                                                                           | 74’                                                                         |
| 27-5-2018                                                                   | Yaoundé                                                                     | Camerun                                                                     | 0 – 1                                                                       | Burkina Faso                                                                | Amichevole                                                                  | 1                                                                           | 87’                                                                         |
| 13-10-2018                                                                  | Ouagadougou                                                                 | Burkina Faso                                                                | 3 – 0                                                                       | Botswana                                                                    | Qual. Coppa d'Africa 2019                                                   | -                                                                           | 80’                                                                         |
| 16-10-2018                                                                  | Francistown                                                                 | Botswana                                                                    | 0 – 0                                                                       | Burkina Faso                                                                | Qual. Coppa d'Africa 2019                                                   | -                                                                           | 82’                                                                         |
| 18-11-2018                                                                  | Luanda                                                                      | Angola                                                                      | 2 – 1                                                                       | Burkina Faso                                                                | Qual. Coppa d'Africa 2019                                                   | -                                                                           | 81’                                                                         |
| 22-3-2019                                                                   | Ouagadougou                                                                 | Burkina Faso                                                                | 1 – 0                                                                       | Mauritania                                                                  | Qual. Coppa d'Africa 2019                                                   | 1                                                                           |                                                                             |
| 9-6-2019                                                                    | Marbella                                                                    | RD del Congo                                                                | 0 – 0                                                                       | Burkina Faso                                                                | Amichevole                                                                  | -                                                                           | cap.                                                                        |
| 6-9-2019                                                                    | Marrakech                                                                   | Marocco                                                                     | 1 – 1                                                                       | Burkina Faso                                                                | Amichevole                                                                  | -                                                                           |                                                                             |
| 10-10-2019                                                                  | Saint-Leu-la-Forêt                                                          | Burkina Faso                                                                | 0 – 1                                                                       | Gabon                                                                       | Amichevole                                                                  | -                                                                           |                                                                             |
| 9-10-2020                                                                   | El Jadida                                                                   | Burkina Faso                                                                | 3 – 0                                                                       | RD del Congo                                                                | Amichevole                                                                  | 1                                                                           | 82’                                                                         |
| 12-10-2020                                                                  | El Jadida                                                                   | Burkina Faso                                                                | 2 – 1                                                                       | Madagascar                                                                  | Amichevole                                                                  | 1                                                                           |                                                                             |
| 16-11-2020                                                                  | Blantyre                                                                    | Malawi                                                                      | 0 – 0                                                                       | Burkina Faso                                                                | Qual. Coppa d'Africa 2021                                                   | -                                                                           |                                                                             |
| 24-3-2021                                                                   | Kampala                                                                     | Uganda                                                                      | 0 – 0                                                                       | Burkina Faso                                                                | Qual. Coppa d'Africa 2021                                                   | -                                                                           |                                                                             |
| 29-3-2021                                                                   | Ouagadougou                                                                 | Burkina Faso                                                                | 1 – 0                                                                       | Sudan del Sud                                                               | Qual. Coppa d'Africa 2021                                                   | 1                                                                           |                                                                             |
| 5-6-2021                                                                    | Abidjan                                                                     | Costa d'Avorio                                                              | 2 – 1                                                                       | Burkina Faso                                                                | Amichevole                                                                  | -                                                                           |                                                                             |
| 9-1-2022                                                                    | Yaoundé                                                                     | Camerun                                                                     | 2 – 1                                                                       | Burkina Faso                                                                | Coppa d'Africa 2021 - 1º turno                                              | -                                                                           | cap. 86’                                                                    |
| 17-1-2022                                                                   | Bafoussam                                                                   | Burkina Faso                                                                | 1 – 1                                                                       | Etiopia                                                                     | Coppa d'Africa 2021 - 1º turno                                              | -                                                                           | cap.                                                                        |
| 23-1-2022                                                                   | Limbe                                                                       | Burkina Faso                                                                | 1 – 1 (8 - 7 dtr)                                                           | Gabon                                                                       | Coppa d'Africa 2021 - Ottavi di finale                                      | 1                                                                           | cap. 81’                                                                    |
| 2-2-2022                                                                    | Yaoundé                                                                     | Burkina Faso                                                                | 1 – 3                                                                       | Senegal                                                                     | Coppa d'Africa 2021 - Semifinale                                            | -                                                                           | cap.                                                                        |
| 5-2-2022                                                                    | Yaoundé                                                                     | Burkina Faso                                                                | 3 – 3 dts (3 – 5 dtr)                                                       | Camerun                                                                     | Coppa d'Africa 2021 - Finale 3º posto                                       | -                                                                           | cap.                                                                        |
| 29-3-2022                                                                   | Bruxelles                                                                   | Belgio                                                                      | 3 – 0                                                                       | Burkina Faso                                                                | Amichevole                                                                  | -                                                                           | cap. 79’                                                                    |
| 23-9-2022                                                                   | Casablanca                                                                  | Burkina Faso                                                                | 1 – 0                                                                       | RD del Congo                                                                | Amichevole                                                                  | 1                                                                           | cap.                                                                        |
| 27-9-2022                                                                   | Marrakech                                                                   | Burkina Faso                                                                | 2 – 1                                                                       | Comore                                                                      | Amichevole                                                                  | 1                                                                           | cap.                                                                        |
| 19-11-2022                                                                  | Marrakech                                                                   | Burkina Faso                                                                | 2 – 1                                                                       | Costa d'Avorio                                                              | Amichevole                                                                  | -                                                                           | cap.                                                                        |
| 24-3-2023                                                                   | Marrakech                                                                   | Burkina Faso                                                                | 1 – 0                                                                       | Togo                                                                        | Qual. Coppa d'Africa 2023                                                   | -                                                                           | cap. 71’                                                                    |
| 28-3-2023                                                                   | Lomé                                                                        | Togo                                                                        | 1 – 1                                                                       | Burkina Faso                                                                | Qual. Coppa d'Africa 2023                                                   | -                                                                           | Cap.                                                                        |
| 18-6-2023                                                                   | Praia                                                                       | Capo Verde                                                                  | 3 – 1                                                                       | Burkina Faso                                                                | Qual. Coppa d'Africa 2023                                                   | -                                                                           | Cap. 62’                                                                    |
| 17-11-2023                                                                  | Marrakech                                                                   | Burkina Faso                                                                | 1 – 1                                                                       | Guinea-Bissau                                                               | Qual. Coppa d'Africa 2023                                                   | 1                                                                           | Cap. 83’                                                                    |
| 21-11-2023                                                                  | El Jadida                                                                   | Etiopia                                                                     | 0 – 3                                                                       | Burkina Faso                                                                | Qual. Coppa d'Africa 2023                                                   | 1                                                                           | 46’                                                                         |
| 16-1-2024                                                                   | Bouaké                                                                      | Burkina Faso                                                                | 1 – 0                                                                       | Mauritania                                                                  | Coppa d'Africa 2023 - 1º turno                                              | 1                                                                           | 73’                                                                         |
| 20-1-2024                                                                   | Bouaké                                                                      | Algeria                                                                     | 2 – 2                                                                       | Burkina Faso                                                                | Coppa d'Africa 2023 - 1º turno                                              | 1                                                                           | 64’                                                                         |
| 23-1-2024                                                                   | Yamoussoukro                                                                | Angola                                                                      | 2 – 0                                                                       | Burkina Faso                                                                | Coppa d'Africa 2023 - 1º turno                                              | -                                                                           | cap. 76’                                                                    |
| 30-1-2024                                                                   | Korhogo                                                                     | Mali                                                                        | 2 – 1                                                                       | Burkina Faso                                                                | Coppa d'Africa 2023 - Ottavi di finale                                      | 1                                                                           | cap. 77’                                                                    |
| 26-3-2024                                                                   | Berrechid                                                                   | Niger                                                                       | 1 – 1                                                                       | Burkina Faso                                                                | Amichevole                                                                  | 1                                                                           | cap.                                                                        |
| 10-10-2024                                                                  | Abidjan                                                                     | Burkina Faso                                                                | 4 – 1                                                                       | Burundi                                                                     | Qual. Coppa d'Africa 2025                                                   | -                                                                           | cap. 78’                                                                    |
| 13-10-2024                                                                  | Abidjan                                                                     | Burundi                                                                     | 0 – 2                                                                       | Burkina Faso                                                                | Qual. Coppa d'Africa 2025                                                   | 1                                                                           | 64’                                                                         |
| 21-3-2025                                                                   | El Jadida                                                                   | Burkina Faso                                                                | 4 – 1                                                                       | Gibuti                                                                      | Qual. Mondiali 2026                                                         | 1                                                                           | cap. 38’ 77’                                                                |
| 24-3-2025                                                                   | Bissau                                                                      | Guinea-Bissau                                                               | 1 – 2                                                                       | Burkina Faso                                                                | Qual. Mondiali 2026                                                         | -                                                                           | 60’                                                                         |
| 2-6-2025                                                                    | Radès                                                                       | Tunisia                                                                     | 2 – 0                                                                       | Burkina Faso                                                                | Amichevole                                                                  | -                                                                           | 69’                                                                         |
| Totale                                                                      |                                                                             | Presenze (4º posto)                                                         | 84                                                                          |                                                                             | Reti (3º posto)                                                             | 23                                                                          |                                                                             |

## Palmarès

### Individuale
- Miglior squadra della Coppa d'Africa: 1

2017
- Capocannoniere della Coupe de la Ligue: 1

2018-2019 (2 reti, alla pari con altri 15 giocatori)